# František Langr
František Langr (31. května 1881 Černovice – 6. ledna 1948 Brno) byl český a československý politik a meziválečný i poválečný poslanec Národního shromáždění za Československou stranu národně socialistickou.

## Biografie
Vyučil se obuvníkem. Od roku 1898 se angažoval v národně sociálním mládežnickém hnutí v Brně, přičemž spoluzakládal jeho brněnskou organizaci. Byl tajemníkem nemocenské pojišťovny a redaktorem listu Moravský lid (po vzniku Československa pod názvem Socialistická budoucnost). Za druhé světové války byl hned 1. září 1939 zatčen v rámci Akce Albrecht der Erste a vězněn na Špilberku, v koncentračním táboře Dachau a koncentračním táboře Buchenwald. Po roce 1945 se vrátil do politiky a byl předsedou zemského výkonného výboru národních socialistů a členem předsednictva strany i jejího poslaneckého klubu.
V parlamentních volbách v roce 1920 získal poslanecké křeslo v Národním shromáždění. Mandát obhájil v parlamentních volbách v roce 1925, parlamentních volbách v roce 1929 i parlamentních volbách v roce 1935. Od roku 1935 byl i místopředsedou sněmovny. Poslanecký post si oficiálně podržel do zrušení parlamentu roku 1939, přičemž krátce předtím ještě v prosinci 1938 přestoupil do nově ustavené Strany národní jednoty. Po osvobození byl v letech 1945-1946 poslancem Prozatímního Národního shromáždění a v letech 1946-1948 Ústavodárného Národního shromáždění za národní socialisty, kde působil rovněž jako místopředseda parlamentu. Zde setrval do své smrti v lednu 1948. Pak ho jako náhradník na postu poslance vystřídal Adolf Bouchal.
Profesí byl soukromý úředník. Podle údajů z roku 1935 bydlel v Brně-Židenicích.